# Astragalus maraziensis
Astragalus maraziensis là một loài thực vật có hoa trong họ Đậu. Loài này được Rzazade miêu tả khoa học đầu tiên.